# MDH2
مالات دهیدروژناز میتوکندریال یا مالات دهیدروژناز ۲ (انگلیسی: Malate dehydrogenase 2) یک آنزیم است که در انسان توسط ژن «MDH2» کُدگذاری می‌شود.
این آنزیم، اکسیداسیون برگشت‌پذیر مالات به اگزالواستات را با استفاده از کوفاکتور نیکوتین‌آمید آدنین دی‌نوکلئوتید کاتالیزه می‌کند و نقش محوری در حمل‌ونقل مالات-آسپارتات مابین میتوکندری و سیتوزول دارد.

## اهمیت بالینی
جهش در ژن MDH2 در بروز چندین سرطان از جمله سرطان رحم، سرطان پروستات، فئوکروموسیتوما و پاراگانگلیوما نقش دارد. بیان بیش‌از حد این پروتئین در «سرطان رحم مقام به دوکسورابیسین» دیده شده و از این جهت شاید در بروز مقامت داروی نقش داشته باشد.